# C6 (tunnelbanevagn)
C6 var en vagnstyp som tillverkades och levererades i 160 exemplar åren 1970–1974 till Stockholms tunnelbana av Hägglund och ASEA. De sista vagnarna togs ur trafik den 24 april[källa behövs] 2023.
Två C6-vagnar, 2809 och 2810, har byggts om och trafikerar Saltsjöbanan. På Saltsjöbanan fanns tidigare två C6-vagnar som byggts om till enkelvagnar av typen C16. Dessa placerades på Saltsjöbanan 1987 men ställdes av under sent 90-tal och är i dag skrotade. C6 2783 och 2784 finns nu i Neglinge och håller på att byggas om för att trafikera Saltsjöbanan.
C6 2651, från 1970, var efter 2002 den äldsta vagnen som trafikerade i tunnelbanan. Den 30 juni 2020 fyllde vagnen 50 år, då den var levererad detta datum 50 år tidigare. Den fick då ett namn precis som C20. Den har fått sitt namn efter Tonny Sjögren, som har arbetat med att underhålla Nybodahallens (Röda linjens) vagnar sedan 1970. Vagn 2651 avställdes 2023, och gick officiellt till skrotupplaget den 23 februari 2023.
C6 anpassades för röda linjen vid trafikstart 1971, då med grön färgsättning. Samtliga C6 fick permanent blå färgsättning 1990–1995. Flertalet C6-vagnar skrotades åren 2002–2005 respektive 2012–2014. I samband med leveransen av C30 planeras några kvarvarande C6-vagnar att byggas om till C10 och C11 för trafik på Saltsjöbanan. Resterande C6 liksom C14/C15 kommer att skrotas. Skrotningen av kvarvarande C6-vagnar påbörjades i maj 2021, enhet 2746 var den första som gick till skrot efter att ha stått avställd en längre tid i Hammarbydepån. Materialet från vagnarna som skrotas återvinns.
2 vagnar, 2668 och 2693, finns vid Ågestaverket och används som brandövningsvagnar. Anläggningen de befinner sig i var tidigare ett kärnkraftverk.

## Hyttombyggnad
Förarhytten till tunnelvagnar av typ C6, C7, C8, C9, C10, C11, C12, C13, C14, C14z, C15 och C16 (C6-C16) utvecklades i slutet av 1960-talet inför leveransen av C6.

Tanken var att konstruera en modern hytt med god sikt och bättre värmeisolering än tidigare vagnar haft, automatisk inbromsning vid restriktiv hyttsignal, snabbstart samt anpassning för enmansdrift. Efter en del år började ett antal förare få besvär med rygg och axlar vid körning av dessa vagnar och problemen lokaliserades till körspakarna som måste hållas "med tryck" i fartläge. Efter prov med flera varianter av körspakar beslöts att installera ett enspaksbord med en "päronknopp" som är fjäderbelastad i vertikalled men ej horisontalled mellan noll och fartläge. Samtidigt infördes en fotpedal som ett alternativt säkerhetsgrepp. Vidare infördes nya uppladdnings- och nödbromsenheter i stället för de föråldrade förarbromsventilerna, fasta nya förarstolar samt nya strömbrytarpaneler. I början av 1990-talet inleddes hyttombyggnaderna av C6-vagnarna. Denna typ av ombyggnad genomfördes på C6, C8, C12, C13, C14 och C15. En förenklad variant genomfördes på Saltsjöbanans C10 och C11.

Galleri
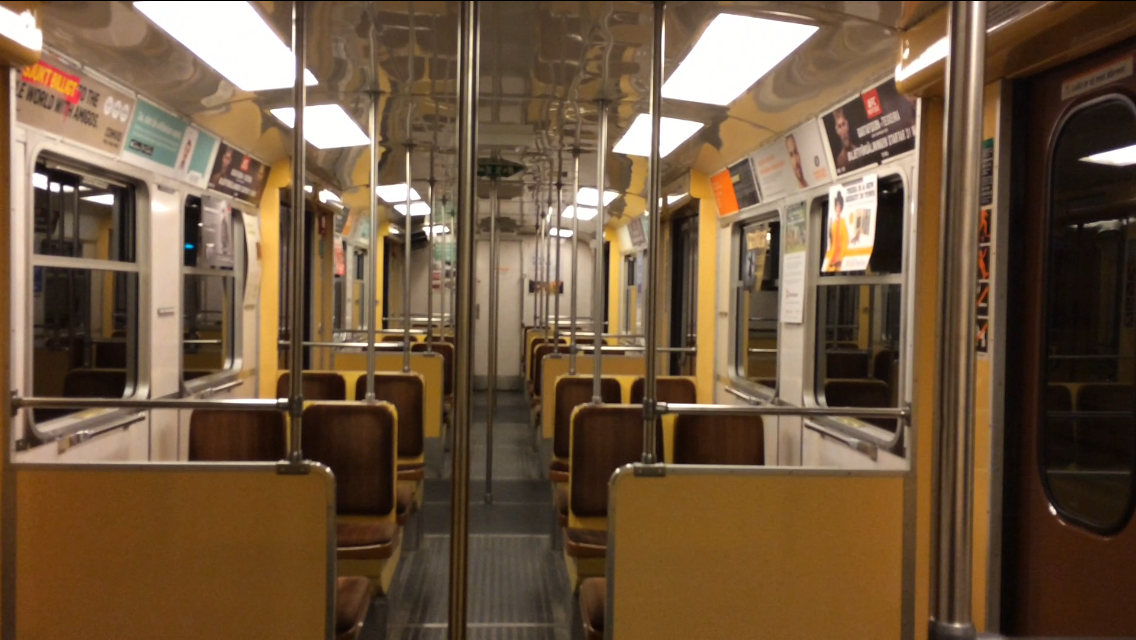
Interiör i C6
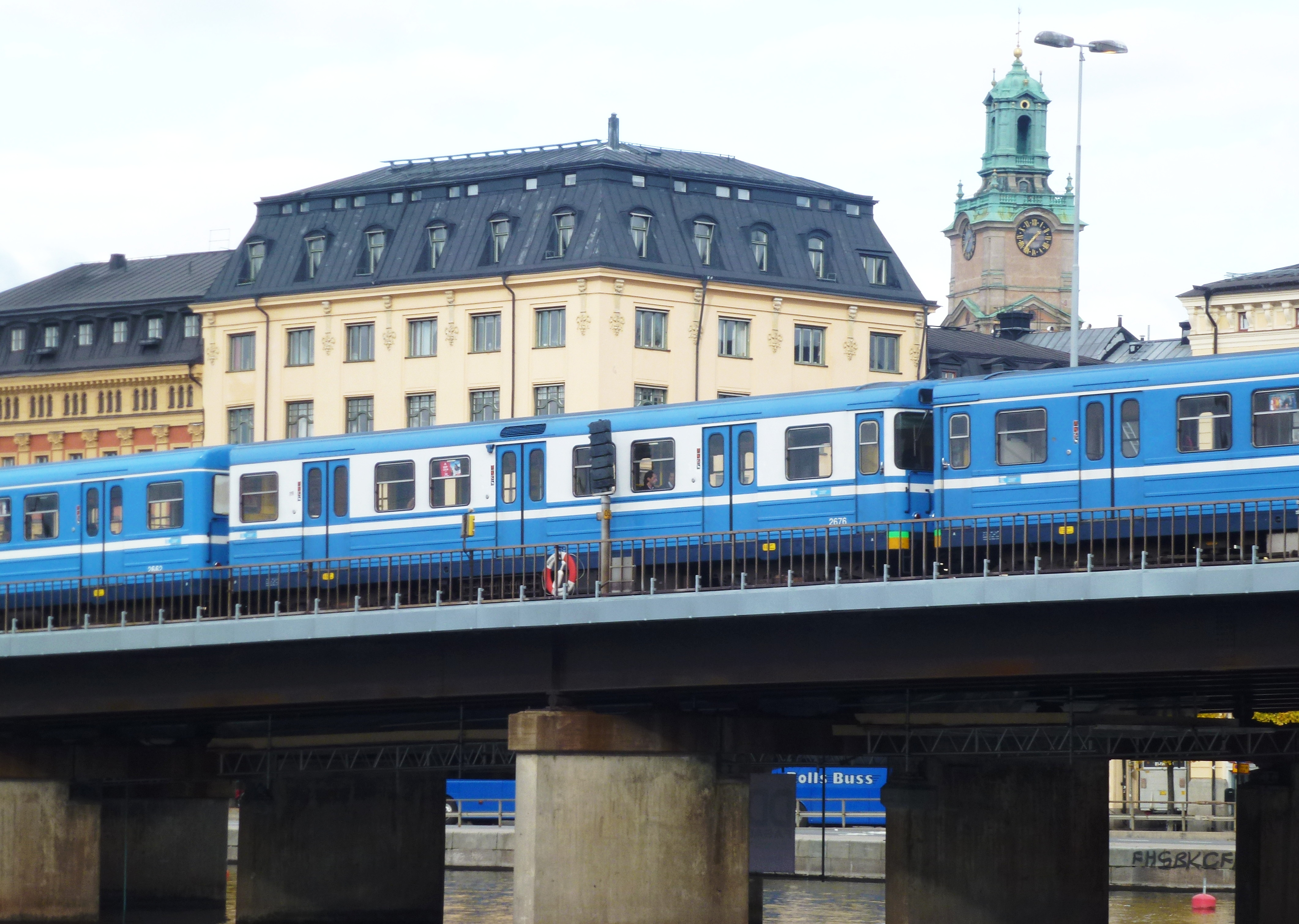
C6-vagnar med en provvagn i mitten.
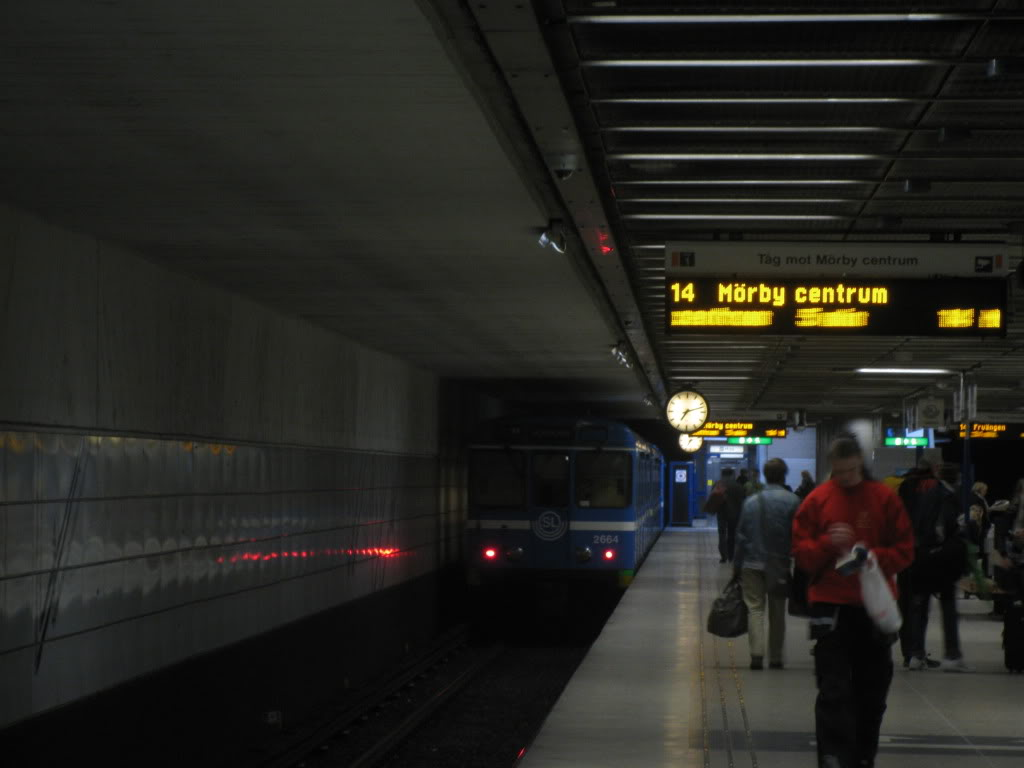
C6 lämnar Danderyds sjukhus
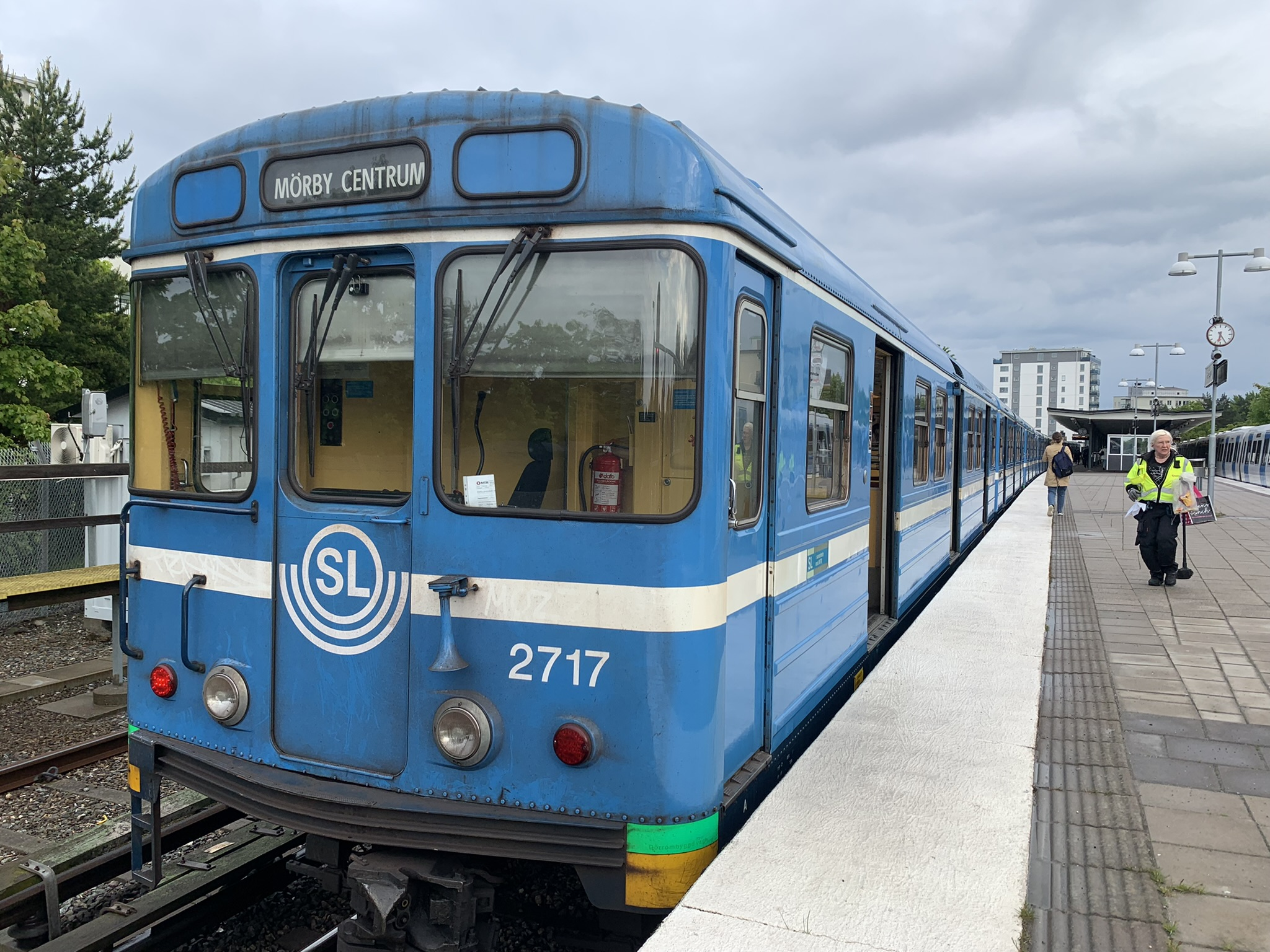
C6 vid Fruängen.